# Steinkreis von Ardblair

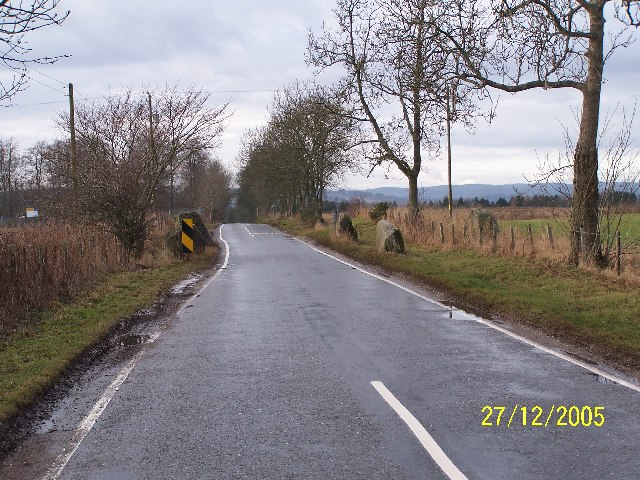
Steinkreis von Ardblair

Der seit 1856 von der Essendy Road (B947) zerschnittene Steinkreis von Ardblair (auch Leys of Marlee, Blairgowrie; Leys oder Essendy Road genannt) liegt westlich von Muirton of Ardblair, südwestlich von Blairgowrie in Perth and Kinross in Schottland.
Der westliche und die nordöstlichen Steine wurden versetzt, um Platz für die Straße zu machen, und der südliche wurde während der Straßenarbeiten zerbrochen und in Beton gesetzt.
Im Steinkreis mit etwa 14,4 m Durchmesser sind sechs Steine erhalten. Der etwa 1,8 m hohe südwestliche Stein ist der höchste.
Aubrey Burl berichtet, dass der alternative Name für den Kreis, „Leys of Marlee“, eine anglisierte Form des gälischen „mon liae“ (deutsch „die großen Steine“) ist.